# Tomas Francis
Tomas William Francis (York, 27 aprile 1992) è un rugbista a 15 britannico, internazionale per il Galles, pilone dell'Exeter.

## Biografia
Nato e cresciuto a York, si formò rugbisticamente a Malton mentre studiava ingegneria meccanica all'Università di Leeds; nel 2012 fu chiamato dal Doncaster in Championship, la seconda divisione nazionale inglese, quattro divisioni sulla squadra nella quale militava fino ad allora.
Nel 2013 fu nella capitale inglese per una stagione ai London Scottish per poi passare all'Exeter con un contratto biennale, in seguito rinnovato prima della Coppa del Mondo di rugby 2015.
Benché nato in Inghilterra, Francis aveva facoltà di scegliere anche il Galles grazie a una sua nonna di Abercraf, nella valle di Swansea, opzione che mise in pratica esordendo per tale nazionale in un test contro l'Irlanda preparatorio alla Coppa del Mondo di rugby 2015 e, successivamente, venendo convocato nella rosa della squadra gallese alla competizione.
A maggio 2017 vinse la Premiership con Exeter e fu chiamato, nel giugno successivo, come rimpiazzo nei British Lions in tour in Nuova Zelanda mentre si trovava con la sua nazionale in Australasia; non fu tuttavia utilizzato in alcuno degli incontri dei Lions.

## Palmarès
- Premiership: 2
Exeter: 2016-17, 2019-20
- Champions Cup: 1
Exeter: 2019-20